# Todor Kolev
Todor Kolev, né le 29 avril 1942, est un footballeur international bulgare, évoluant au poste de défenseur.

## Biographie
Todor Kolev fait ses débuts professionnels en 1964 avec le Lokomotiv Sofia, avant de rejoindre un an plus tard, un autre club de la capitale bulgare, le PFC Slavia Sofia. Il y restera jusqu'en 1971, avant de mettre un terme à sa carrière de joueur. Avec le Lokomotiv Sofia, il dispute 4 matchs en Coupe d'Europe des clubs champions lors de la saison 1964-1965.
Il honore onze sélections avec l'équipe de Bulgarie entre 1967 et 1970. Il joue son premier match en équipe nationale le 12 novembre 1967 contre la Suède. Il dispute deux matchs lors de la Coupe du monde de 1970 organisée au Mexique. Lors de la compétition, il inscrit un but face à l'Allemagne.
Il devient ensuite arbitre, après avoir obtenu son diplôme en 1970. Il monte en grade au fil du temps, et arbitre trois matchs internationaux de très haut niveau : deux matchs des tours préliminaires à la Coupe du monde de football 1990 (Yougoslavie-Chypre (4-0) et Norvège-France (1-1)), ainsi qu'un match des éliminatoires de l'Euro 1992 (Tchécoslovaquie-Islande (1-0)).

## Palmarès
- Coupe de Bulgarie :
  - Vainqueur en 1966 avec le PFC Slavia Sofia